# Nationalratswahl in Österreich 1923
- SDAP: 68
- CS: 82
- GDVP: 10
- LB: 5

Die Nationalratswahl am 21. Oktober 1923 war die zweite Nationalratswahl in der Geschichte Österreichs. Die meisten Stimmen und Mandate erhielt die Christlichsoziale Partei unter Bundeskanzler Ignaz Seipel. Auf den zweiten Platz kam die Sozialdemokratische Arbeiterpartei Deutschösterreichs (SDAP). Die Großdeutsche Volkspartei, mit Vizekanzler Felix Frank als Spitzenkandidat, wurde drittstärkste Kraft.

## Wahlrechtsänderungen
Der Nationalrat wurde von 183 auf 165 Mandate verkleinert.

## Wahlkampf
Die Christlichsoziale Partei setzte im Wahlkampf voll auf Ignaz Seipel, den sie als „bewährten Steuermann“, den es zu bewahren galt, auf ihre Wahlplakate druckte. Mit einer weiteren Plakatreihe kritisierte man den von der sozialdemokratisch regierten Stadt Wien betriebenen sozialen Wohnbau, der ineffizient sei und letztendlich zu einer höheren Steuerbelastung führen würde. In diesem Zusammenhang wurde auf einem Sujet im Namen des früheren christlichsozialen Bürgermeisters Karl Lueger zur Rettung Wiens aufgerufen.
Die Sozialdemokraten kritisierten die Sparpolitik der Regierung und ihre negativen Auswirkungen auf Beamten und Arbeiter. So sprachen sie sich gegen geplante Kürzungen bei Krankenversicherung und Arbeitslosenversicherung sowie gegen eine Verschlechterung im Bereich des Kündigungsschutzes aus. Kritisiert wurde auch der starke Einfluss der römisch-katholischen Kirche auf die österreichische Politik, insbesondere darauf gemünzt, dass mit Ignaz Seipel der amtierende Bundeskanzler gleichzeitig Prälat war und somit ein kirchliches Amt bekleidete. Auf zwei weiteren Wahlplakaten wendete man sich gegen das Erstarken österreichischer Nationalsozialisten sowie eine Wiedererstarkung des österreichischen Monarchismus.
Die Großdeutschen führten gemeinsam mit dem Landbund einen offen antisemitischen Wahlkampf. So riefen sie „Deutsche Arier“ auf, zu ihren Wahlveranstaltungen zu kommen, um für die Entziehung des Wahlrechts von „50.000 Ostjuden“ einzutreten, die aus Sicht der Großdeutschen für die Wohnungsnot in Wien verantwortlich seien. Den Sozialdemokraten warfen sie vor, die Wiener Bevölkerung „Schritt für Schritt unter jüdische und tschechische Knechtschaft zwingen“ zu wollen. Kritisiert wurde der Antisemitismus der Großdeutschen und des Landbundes fast ausschließlich von der Jüdischen Wahlgemeinschaft. Sie warnte vor einem Anwachsen des Judenhasses in Österreich und beklagte, dass es schon jetzt strukturelle Diskriminierungen gegen die jüdische Bevölkerung gebe und weitere geplant seien.
Trotz eines paktierten Wahlverbands zwischen Landbund und Großdeutschen entschloss sich der Landbund letztlich aufgrund eines Streits um Listenplätze zu einem eigenständigen Antreten. Da die Partei in den einzelnen Bundesländern mit unterschiedlichen Listenbezeichnungen antrat, konnten nach geltendem Wahlrecht 63.000 Reststimmen in der Steiermark, die nicht für ein Grundmandat reichten, im zweiten Ermittlungsverfahren nicht für die Partei gewertet werden. Somit erzielte der Landbund nur fünf Mandate, obwohl die erzielte Gesamtstimmenanzahl acht Mandaten entsprochen hätte.

## Hinweis
Am gleichen Tag wie die Nationalratswahl fand die Landtags- und Gemeinderatswahl in Wien 1923 statt.

## Endergebnis

### Amtliches Endergebnis
| Wahlwerber                                                   | Stimmen   | Anteil  | Anteil  | Mandate | Mandate |
| Wahlwerber                                                   | Stimmen   | 1923    | ±       | 1923    | ±       |
| ------------------------------------------------------------ | --------- | ------- | ------- | ------- | ------- |
| Christlichsoziale Partei (CS)                                | 1.459.047 | 44,05 % | +2,25 % | 80      | +1      |
| Sozialdemokratische Arbeiterpartei Deutschösterreichs (SDAP) | 1.311.870 | 39,60 % | +3,61 % | 68      | −1      |
| Verband der Großdeutschen Volkspartei und des Landbundes     | 259.375   | 7,83 %  | N/A     | 10      | −12     |
| Kärntner Einheitsliste 1)                                    | 95.465    | 2,88 %  | N/A     | 5       | −5      |
| Landbund für Österreich 2)                                   | 76.441    | 2,31 %  | N/A     | 1       | +1      |
| Jüdische Wahlgemeinschaft                                    | 24.970    | 0,75 %  | N/A     | 0       | –       |
| Burgenländischer Bauernbund (Landbund für Österreich) 2)     | 23.142    | 0,70 %  | N/A     | 0       | –       |
| Kommunistische Partei Österreichs (KPÖ)                      | 22.164    | 0,67 %  | −0,22 % | 0       | –       |
| Bürgerlich-demokratische Arbeitspartei                       | 18.886    | 0,57 %  | −0,87 % | 0       | −1      |
| Partei der Kärntner Slowenen                                 | 9.868     | 0,30 %  | N/A     | 0       | –       |
| Tschechoslowakische Minoritätspartei                         | 7.580     | 0,23 %  | n.k.    | 0       | –       |
| Hrvatska stranka (Kroatenpartei)                             | 2.557     | 0,08 %  | n.k.    | 0       | –       |
| Kaisertreue Volkspartei                                      | 1.235     | 0,03 %  | n.k.    | 0       | –       |
| Bund aller Schaffenden                                       | 6         | 0,00 %  | n.k.    | 0       | –       |

1) Wahlgemeinschaft des Kärntner Landbundes, der Christlichsozialen Partei und der Großdeutschen Volkspartei.

2) Addition der Wahlergebnisse wurde vom Verfassungsgerichtshof wegen unterschiedlicher Listenbezeichnungen abgelehnt.

### Nationalrat nach Klubzugehörigkeit
Durch das Antreten mehrerer Wahlgemeinschaften und Regionalparteien bestanden 3 der 4 Fraktionen aus Mandaten verschiedener Wahlparteien, und nicht alle Abgeordneten einer Liste gehörten demselben Abgeordnetenverband an.
| Christlichsoziale Vereinigung deutscher Abgeordneter im österreichischen Parlamente | 82 (−3) |
| Christlichsoziale Partei                                                            | 80      |
| Kärntner Einheitsliste                                                              | 2       |
| Verband der Sozialdemokratischen Abgeordneten zum Nationalrat Deutschösterreichs    | 68 (−1) |
| Sozialdemokratische Partei                                                          | 68      |
| Verband der Abgeordneten der Großdeutschen Volkspartei                              | 10      |
| Verband der Großdeutschen und des Landbundes                                        | 8       |
| Kärntner Einheitsliste                                                              | 2       |
| Abgeordnetenverband des Landbundes für Österreich                                   | 5       |
| Verband der Großdeutschen und des Landbundes                                        | 2       |
| Kärntner Einheitsliste                                                              | 2       |
| Burgenländischer Bauernbund                                                         | 1       |

## Folgen

### Reaktionen
In der Berichterstattung wurden nach der Wahl besonders zwei Dinge hervorgehoben: Einerseits die nach wie vor deutliche bürgerliche Mehrheit gegen die Sozialdemokraten und andererseits das so nicht vorhergesehene schwache Abschneiden der Großdeutschen und anderer bürgerlicher Bewegungen abseits der Christlichsozialen.
Trotz der Zugewinne hatte die SDAP mangels linker Koalitionspartner keine ernsthafte Möglichkeit, in einer Bundesregierung Platz zu nehmen. So schrieb das Linzer Volksblatt in seiner Ausgabe am 22. Oktober 1923 über die „Niederlage der Großdeutschen und der Kleinen Parteien“, „ein[en] volle[n] Sieg der christlichsozialen Partei“ und sah den „sozialistische[n] Ansturm abgewehrt“. Das großdeutsch gesinnte Vorarlberger Tagblatt hob die „Niederlage des Landbundes auf der ganzen Linie“ hervor, betonte die neuerliche „nichtsozialdemokratische Mehrheit“, obwohl eine ersehnte Zweidrittelmehrheit der Bürgerlichen nicht erreicht wurde.

### Regierungsbildung
| Parteien                            | Sitze |
| ----------------------------------- | ----- |
| Zweidrittelmehrheit (ab 110 Sitzen) |       |
| CS, SDAPDÖ                          | 150   |
| Absolute Mehrheit (ab 83 Sitzen)    |       |
| CS, GDVP                            | 92    |
| CS, LB                              | 87    |
| Sitze gesamt                        | 165   |

Kein Zweifel wurde daran gelassen, dass es bei diesem Ergebnisse abermals zu einer christlichsozial-großdeutschen Koalitionsregierung käme und so blieb Ignaz Seipel Bundeskanzler.